# Ardisia rapaneifolia
Ardisia rapaneifolia är en viveväxtart som beskrevs av C. M. Hu och J. E. Vidal. Ardisia rapaneifolia ingår i släktet Ardisia och familjen viveväxter. Inga underarter finns listade i Catalogue of Life.